# Jakub z Velkého Hlohova
Jakub z Velkého Hlohova OFM, v jiných jazycích Jakob von Glogau, Jakób Glogowczyk, Jakub z Głogowa nebo Jacobus de Glogovia Maiori byl františkán slezského původu německé řeči činný v 2. polovině 15. století. Patřil mezi první členy františkánů observantů ve střední Evropě ve společenství vzniklém okolo Jana Kapistrána, k níž se připojil v Lipsku roku 1452. Novicát strávil ve Vratislavi, následně byl prvním představeným – kvardiánem kláštera ve Varšavě. Opakovaně, celkem čtyřikrát byl řeholníky shromážděnými na řádové kapitule zvolen provinčním vikářem, jímž byl v letech 1465-1467, 1474-1377, 1480-1485 a 1487/1488. Nejprve tak řídil česko-rakousko-polský františkánský vikariát, který se však pro národnostní spory hojně rozněcované i Jakubovou zásluhou mezitím rozpadl na tři samostatné části. K jeho nechvalné pověsti přispělo i zřejmě neoprávněné vybírání peněz za odpustky spolu s propagací křížové výpravy proti husitům v Německu, kdy se získanými penězi nakonec uprchl. Františkánský vikariát zahrnující také české země řídil i jako člen jeho čtyřčlenného definitora, jímž byl v letech 1474/1475, 1477-1479, 1480/1481 a 1485/1486.
Jakubovým přičiněním a během jeho vedení.vikariátu byly založeny nové františkánské kláštery v Jemnici (1457), Kališi (cca 1465), městě Koło, Tachově (1466) a Těšíně (1476).
Spolu s Bernardinem z Ingolstadtu se podílel na převozu kostelního náčiní a liturgických i dalších cenných knih z polských klášterů do Slezska a Německa nebo je předával minoritům, což pochopitelně zvýšilo původně národnostně podnícenou opozici a nenávist proti němu, zejména v Polsku.
Jakub z Hlohova zemřel 25. ledna 1488 během vizitace kláštera v Kadani. Pro své jazykově národnostní postoje i protiutrakvistické aktivity měl řadu horlivých příznivců i odpůrců i po své smrti. Hned při pohřbu do krypty pod hlavním oltářem byl od českých františkánů zneuctěn a popliván. Pozdější kadaňská klášterní kronika jej však hodnotí jako „muže evangelického, ve vůni svatosti“ a při opravě krypty mělo být jeho tělo nalezeno neporušené jako znamení svatosti.
Byl autorem apologického protihusitského traktátu De s. Eucharistia.